# Domenico Sanguigni
Domenico Sanguigni (Terracina, 27 de junio de 1809 - Roma, 20 de noviembre de 1882) fue un cardenal italiano que se desempeñó como diplomático de la Santa Sede.
Cuando fue ordenado sacerdote, obtuvo su doctorado en teología y en leyes. Después de ser ordenado trabajó en la diplomacia de la Santa Sede. En junio de 1874 el papa Pío IX nombró a Sangigni arzobispo titular de Tarso y nuncio apostólico de Portugal. El 23 de agosto de 1874 fue nombrado como obispo por el cardenal Alessandro Franchi.
En septiembre de 1879, el papa León XIII lo elevó al cardenalato con el título de Santa Pudenziana. Sanguigni murió tres años más tarde y fue enterrado en el cementerio del Campo Verano Romano.